# Allodapula empeyi
Allodapula empeyi là một loài Hymenoptera trong họ Apidae. Loài này được Michener mô tả khoa học năm 1975.